# Scinax duartei
Espèce
Synonymes
- Hyla rubra duartei Lutz, 1951

Statut de conservation UICN

 LC  : Préoccupation mineure
Scinax duartei est une espèce d'amphibiens de la famille des Hylidae.

## Répartition
Cette espèce est endémique de l'État du Minas Gerais au Brésil. Elle se rencontre dans la serra do Espinhaço.

## Étymologie
Cette espèce est nommée en l'honneur de Wanderbilt Duarte de Barros (1916–1997).

## Publication originale
- Lutz, 1951 : Nota Prévia sobre alguns Anfíbios Anuros do Alto Itatiaia. O Hospital, vol. 39, no 5, p. 705-707.